# Dolans Cadillac
Dolans Cadillac (originaltitel Dolan's Cadillac) är en novell skriven av Stephen King. Den publicerades första gången i novellsamlingen Nightmares and Dreamscapes (Mardrömmar och drömlandskap). Boken publicerades 1993 men skrevs 1989.

## Handling
Dolans Cadillac handlar om en man, Robinson, som planerar att hämnas på en maffiaboss, Dolan, för att han dödat Robinsons fru, Elizabeth. Robinson upptäcker att han kan lura Dolan med en trafikomläggning, och tar därför jobb som vägarbetare på vägen där Dolan ofta åker.